# James Gascoyne-Cecil (2. markiz Salisbury)
James Brownlow William Gascoyne-Cecil, 2. markiz Salisbury KG (ur. 17 kwietnia 1791, zm. 12 kwietnia 1868) – brytyjski arystokrata i polityk, członek stronnictwa torysów i Partii Konserwatywnej, minister w rządach lorda Derby’ego.

## Życiorys
Był synem Jamesa Cecila, 1. markiza Salisbury, i lady Emily Hill, córki 1. markiza Downshire. Przed 1823 r. znany był jako „wicehrabia Cranborne”. W 1813 r. został wybrany do Izby Gmin jako reprezentant okręgu Weymouth and Melcombe Regis. Od 1817 r. reprezentował okręg wyborczy Hertford. Po śmierci ojca w 1823 r. odziedziczył tytuł 2. markiza Salisbury i zasiadł w Izbie Lordów
W 1826 r. został członkiem Tajnej Rady. W 1841 r. został Lordem Namiestnikiem Middlesex. W 1842 r. został kawalerem Orderu Podwiązki. Przez kilka miesięcy 1852 r. był Lordem Tajnej Pieczęci. W latach 1858–1859 pełnił funkcję Lorda Przewodniczącego Rady.

## Rodzina
2 lutego 1821 r. poślubił Frances Gascoyne (ok. 1806 – 15 grudnia 1839), córkę Bambera Gascoyne’a i Sarah Price. James i Frances mieli razem czterech synów i dwie córki:
- Mildred Arabella Charlotte Gascoyne-Cecil (zm. 18 marca 1881), żona Alexandra Beresforda-Hope’a, miała dzieci
- Blanche Mary Harriet Gascoyne-Cecil (zm. 16 maja 1872), żona Jamesa Maitlanda Balfoura, matka Arthura
- James Emilius William Evelyn Gascoyne-Cecil (29 października 1821 – 14 czerwca 1865), wicehrabia Cranborne
- Arthur Gascoyne-Cecil (19 grudnia 1823 – 25 kwietnia 1825)
- Robert Arthur Talbot Gascoyne-Cecil (3 lutego 1830 – 22 sierpnia 1903), 3. markiz Salisbury
- Eustace Brownlow Henry Gascoyne-Cecil (24 kwietnia 1834 – 3 lipca 1921), ożenił się z lady Gertrude Scott, miał dzieci (m.in. 1. barona Rockley)

29 kwietnia 1847 r. poślubił lady Mary Sackville-West (zm. 6 grudnia 1900), córkę George’a Sackville-Westa, 5. hrabiego De La Warr, i Elizabeth Sackville, 1. baronowej Buchhurst, córki 3. księcia Dorset. James i Mary mieli razem trzech synów i dwie córki:
- Mary Arabella Arthur Cecil (zm. 18 sierpnia 1903), żona Alana Stewarta, 10. hrabiego Galloway, nie miała dzieci
- Margaret Elizabeth Cecil (zm. 11 marca 1919)
- Sackville Arthur Cecil (16 marca 1848 – 29 stycznia 1898)
- Arthur Cecil (3 lipca 1851 – 16 lipca 1913), ożenił się z Elizabeth Wilson, miał dzieci
- Lionel Cecil (21 marca 1853 – 13 stycznia 1901)